# الفرع الأمامي بين البطينين للشريان التاجي الأيسر
الفرع الأمامي بين البطينين للشريان التاجي الأيسر (بالإنجليزية: Left anterior descending artery or LAD)‏‏ هو شريان يتفرعُ من شريان تاجي أيسر رئيسي.
يزودالجزء الأمامي من البطين الأيسر بالدم وهو المسؤول عن حوالي نصف الإمداد الشرياني إلى البطين الأيسر وبذلك يعتبر الوعاء الدموي الأهم للبطين الأيسر.

## الوظيفة
يروي عادة حوالي 45-55% من البطين الأيسر، وبالتالي يعتبر الوعاء الأكثر أهمية من حيث إمدادات الدم لعضلة القلب حيث يغذي الشريان المنطقة الأمامية من البطين الأيسر، بما في ذلك: عضلة القلب الأمامية الوحشية، قمة القلب، الثلثين القاصيين من الحاجز بين البطينين الأمامي، والعضلة الحليمية الأمامية الوحشية.

## معرض صور

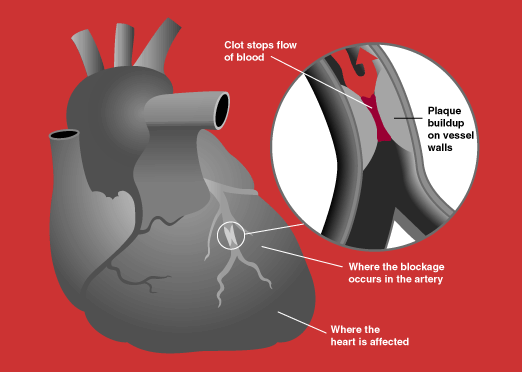
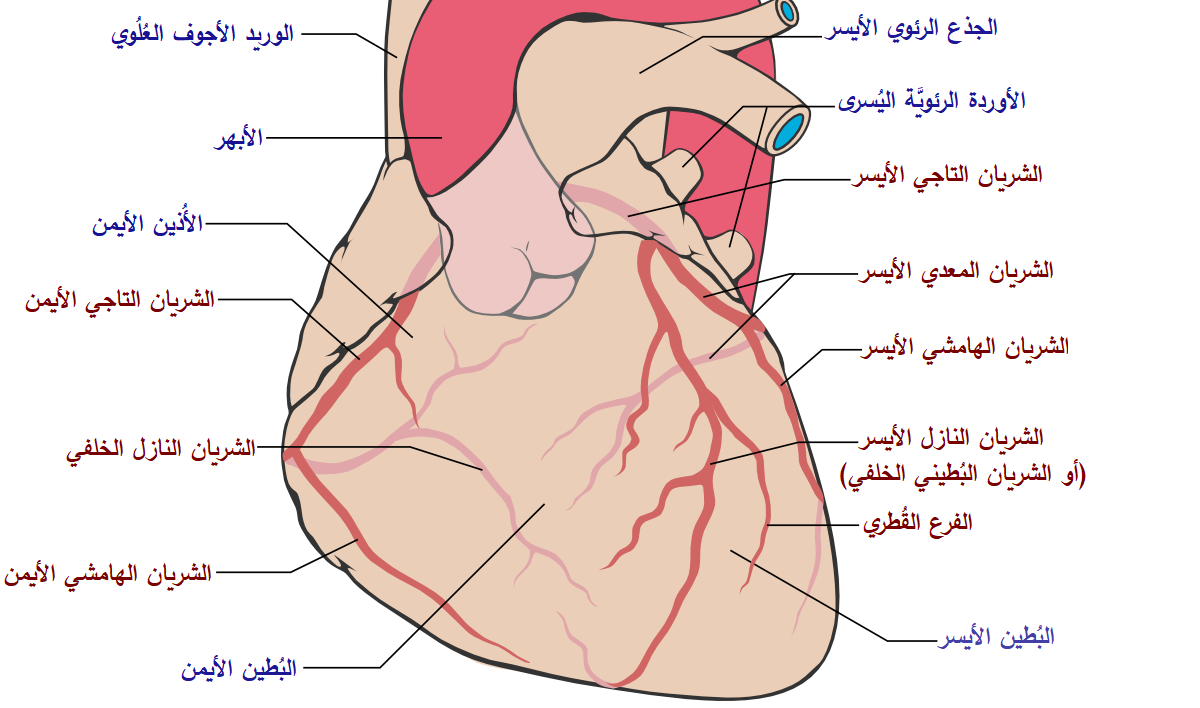
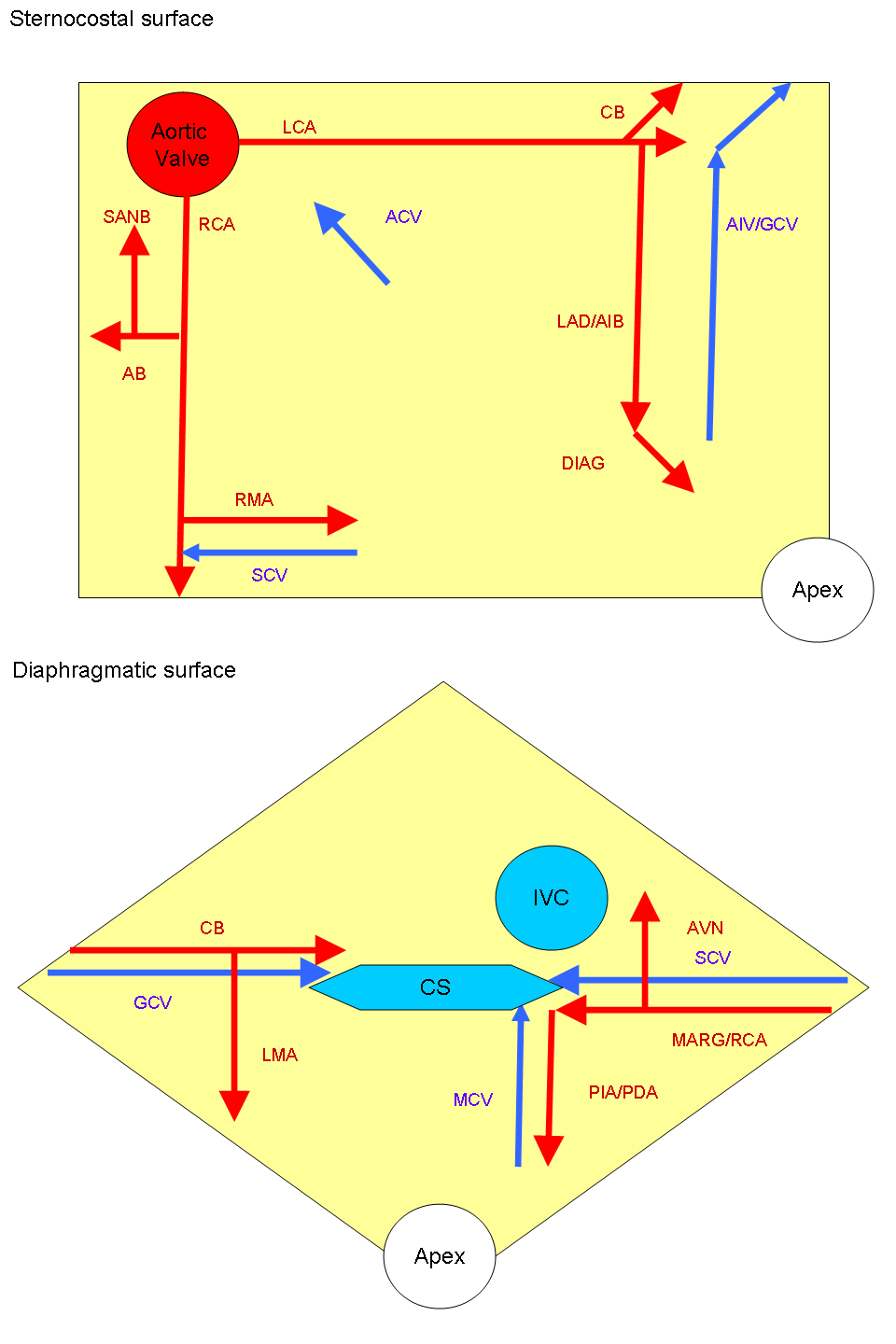
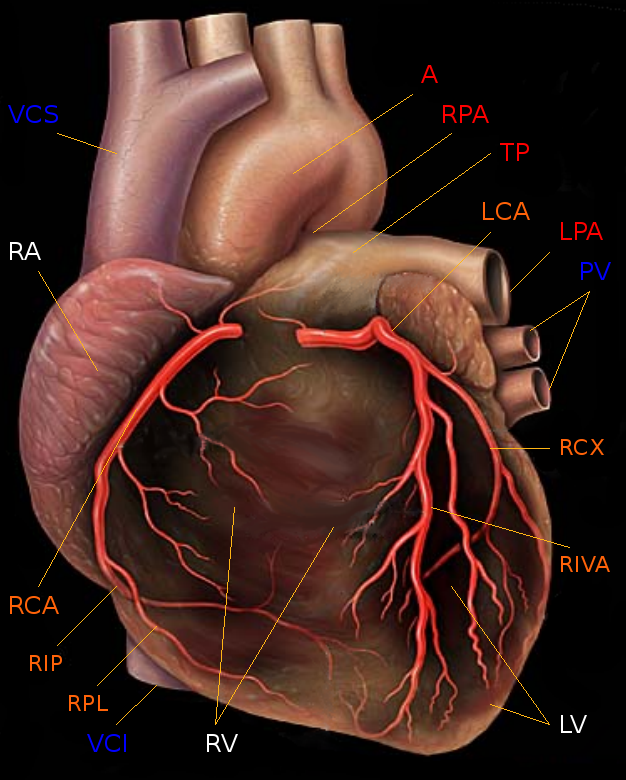
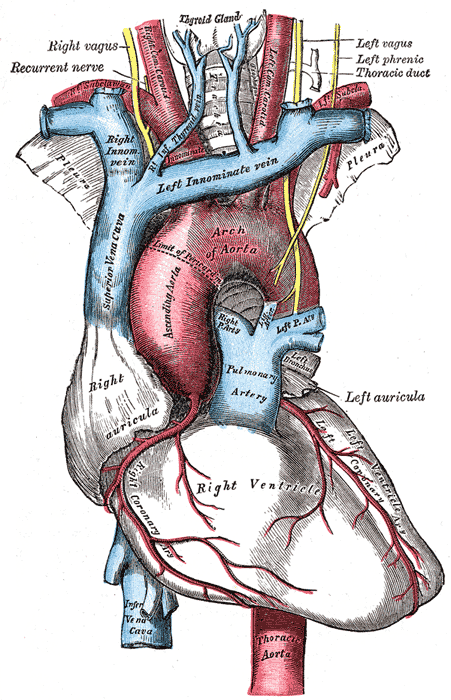
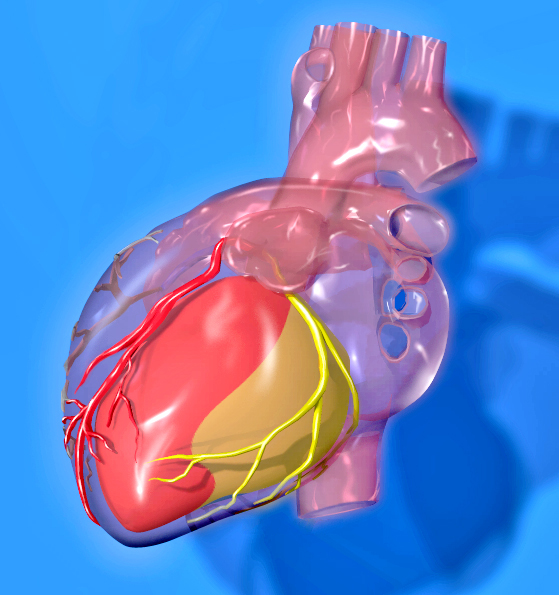